# Hiromi (Ehime)
El Pueblo de Hiromi (広見町 Hiromi-chō?) fue un pueblo del Distrito de Kitauwa en la Región de Nanyo (南予地方 Nanyo-chihō?) de la Prefectura de Ehime. Desaparece tras fusionarse junto a la Villa de Hiyoshi del mismo Distrito para formar el Pueblo de Kihoku.

## Características
Es una zona montañosa dedicada a la actividad forestal, con zonas llanas en torno al Río Hiromi (広見川 Hiromi-gawa?), afluente del Río Shimanto y otros ríos menores.

## Origen del nombre
Fue tomado del nombre del Río Hiromi, que atraviesa el pueblo. Pero respecto a su elección hubo muchas idas y vueltas. En un principio se iba a denominar Kihoku (鬼北?), pero posteriormente surgieron nuevas propuestas como Takatsuki (高月?) y Hiromi (広見?), decidiéndose finalmente por esta última.---

## Gobierno
Jinichi Matsuura (松浦甚一 Matsu'ura Jin'ichi?) fue el último chocho (町長 chōchō?). Se presentó como candidato en las elecciones del nuevo Pueblo de Kihoku y triunfó, convirtiéndose en el primer chocho del nuevo pueblo.